# Pirat (film)
Pirat (ang. The Pirate) – amerykański musical z 1948 roku ze studia Metro-Goldwyn-Mayer. W rolach głównych wystąpili Gene Kelly oraz Judy Garland a towarzyszyli im Walter Slezak, Gladys Cooper, Reginald Owen oraz George Zucco.

## Obsada
- Judy Garland jako Manuela
- Gene Kelly jako Serafin
- Walter Slezak jako Don Pedro Vargas, a.k.a. Mack "the Black" Macoco
- Gladys Cooper jako ciocia Inez
- Reginald Owen jako adwokat
- George Zucco jako wicekról
- Lester Allen jako wujek Capucho
- Lola Albright jako Isabella
- Ellen Ross jako Mercedes
- Mary Jo Ellis jako Lizarda
- Jean Dean jako Casilda
- Marion Murray jako Eloise
- Ben Lessy jako Gumbo
- Jerry Bergen jako Bolo